# Brodek u Konice
Brodek u Konice är en ort i Tjeckien.   Den ligger i regionen Olomouc, i den östra delen av landet, 180 km öster om huvudstaden Prag. Brodek u Konice ligger 616 meter över havet och antalet invånare är 941.
Terrängen runt Brodek u Konice är kuperad åt sydväst, men åt nordost är den platt. Runt Brodek u Konice är det ganska glesbefolkat, med 31 invånare per kvadratkilometer. Närmaste större samhälle är Boskovice, 14,2 km sydväst om Brodek u Konice. I omgivningarna runt Brodek u Konice växer i huvudsak blandskog.